# Dryocampa rubicunda

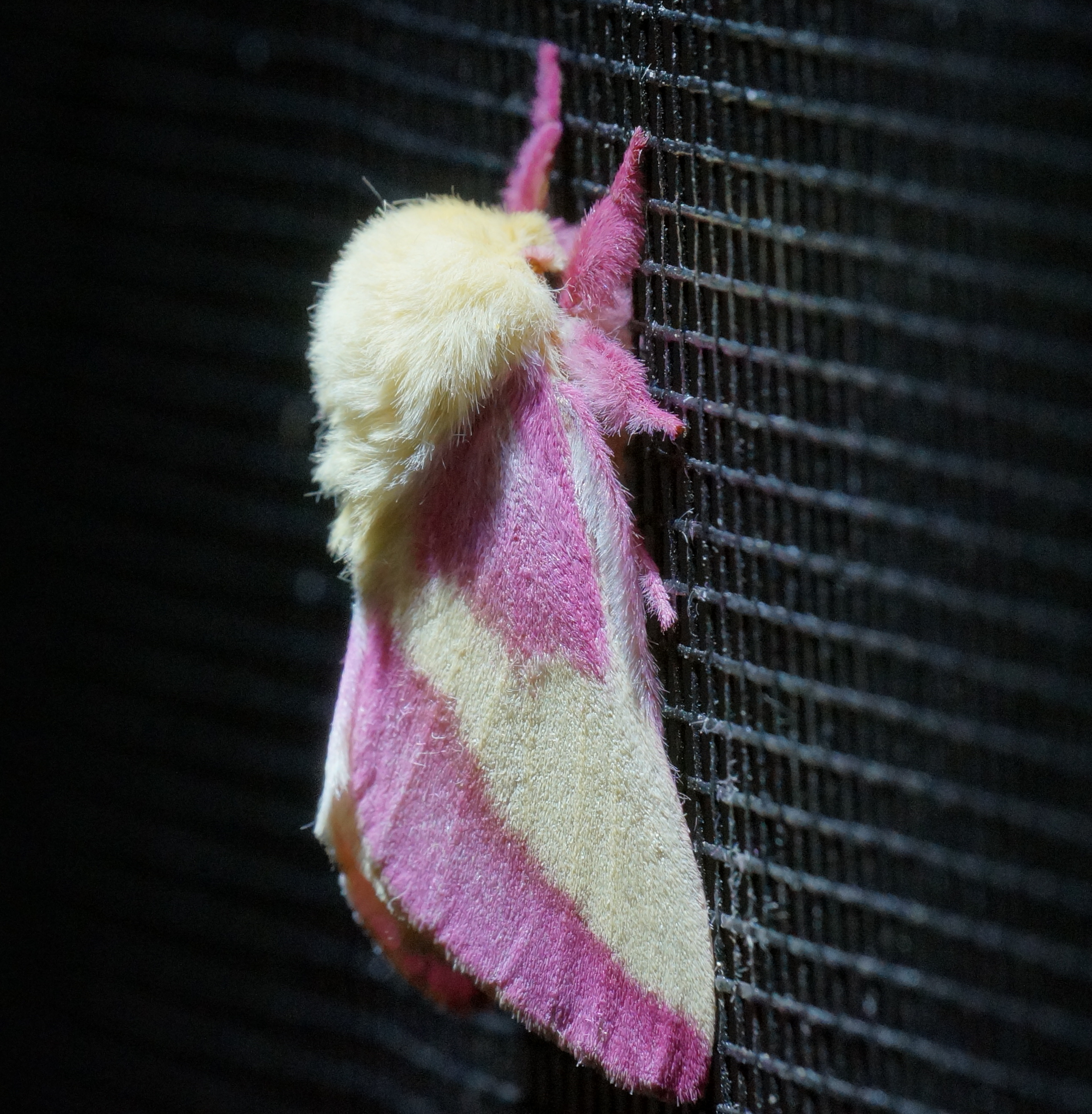
Seitenansicht

Dryocampa rubicunda ist ein Schmetterling und die einzige Art der Gattung Dryocampa aus der Familie der Pfauenspinner (Saturniidae). Die Falter sind sehr variabel gefärbt, weswegen neben diversen Farbmorphen auch Unterarten beschrieben wurden, die jedoch nach Tuskes & Collins taxonomisch nicht haltbar sind. Die Raupen von Dryocampa rubicunda ernähren sich hauptsächlich von Ahornen (Acer). Das Verbreitungsgebiet umfasst den Osten Nordamerikas von Kanada bis nach Florida und im Westen bis zu den Great Plains. Die Art zählt gemeinsam mit den nahe verwandten Arten der Gattung Anisota zu den kleinsten Pfauenspinnern Nordamerikas.

## Merkmale

### Falter
Dryocampa rubicunda hat eine Vorderflügellänge von 17 bis 20 Millimeter bei den Männchen und 23 bis 25 Millimeter bei den Weibchen. Die Art hat eine gelbe bis weiße Grundfarbe und eine pinke Musterung. Diese Färbung macht die Art unter den Pfauenspinnern Nordamerikas unverwechselbar. Sie ist in ihrer Färbung extrem variabel. Die Grundfarbe variiert von einem kräftigen Gelb bis cremefarben und weiß. Der Pinkanteil ist variabel, er kann dominieren oder vollständig fehlen. Zwischen den beiden Geschlechtern treten nur geringfügige Unterschiede in der Morphologie auf. Weibchen haben eher breitere Flügel und weniger abgerundete Hinterflügel. Außerdem sind die Fühler der Männchen gefiedert, wohingegen die der Weibchen nur fadenförmig sind. Die Musterung ist bei beiden Geschlechtern gleich.
Die Falter können von denen der ähnlichen Gattung Anisota durch folgende Merkmale unterschieden werden: Die Flügel von Dryocampa rubicunda sind gelb bis weiß mit rosa Zeichnung, ohne Diskalflecke. Im Gegensatz dazu haben die Flügel der Falter der Gattung Anisota eine braune Grundfarbe und auf den Vorderflügeln einen Diskalfleck. Es gibt auch eine Reihe von Unterschieden im Aufbau der Genitalien.

### Ei
Die Eier sind durchsichtig gelb gefärbt und unterscheiden sich nach der Ablage nicht von denen der Gattung Anisota.

### Raupe
Die Raupen werden 45 bis 55 Millimeter lang. Sie haben, wie auch die Raupen der ähnlichen Arten der Gattung Anisota, ein auffallendes Paar hornartiger Fortsätze am Thorax. Die Grundfärbung ist jedoch nicht braun, schwarz oder rötlich, sondern grünlich. Sie tragen außerdem schwarze Linien an den Seiten, die jedoch bei Raupen mancher Regionen fehlen können. Außerdem neigen die Raupen aus Florida im Vergleich zu den übrigen Raupen zu einem kräftiger rot gefärbten Kopf, einer eher gelblicheren Grundfarbe und kleineren Fortsätzen am Thorax.

## Vorkommen
Die Art kommt vom Osten der Vereinigten Staaten von Amerika und Kanada bis an den Rand der Great Plains vor. Man findet die Art von Nova Scotia über Québec, westlich bis Dryden im äußersten Südwesten von Ontario. In den Vereinigten Staaten tritt die Art in allen Staaten der Ostküste von Maine bis nach Miami-Dade County in Florida auf. Nach Westen tritt die Art bis in den Itasca State Park in Minnesota, Iowa, den Osten Kansas und Nebraskas, Missouri, Arkansas und südlich bis nach San Jacinto County in Texas auf.

## Lebensweise
Die Imagines sind im Gegensatz zur Gattung Anisota ausschließlich nachtaktiv. Die Falter schlüpfen am späten Nachmittag, zwischen 16:00 und 20:00 Uhr. Die Paarung findet noch am gleichen Tag zwischen 22:00 und 24:00 Uhr statt, wobei das Paar auch noch im Verlauf des nächsten Tages zusammen bleibt. Die Weibchen beginnen kurz nach der Trennung am Abend des darauffolgenden Tages mit der Eiablage. Sowohl Weibchen als auch Männchen werden stark durch Lichtquellen angelockt.

### Flug- und Raupenzeiten
Die Falter fliegen in Nova Scotia und der Oberen Halbinsel in einer Generation von Mitte Mai bis Anfang August. Es soll auch eine partielle zweite Generation im Norden des Verbreitungsgebietes der Art fliegen, was entgegen der regelmäßigen Funddaten im Freiland zumindest anhand von gezüchteten Exemplaren aus dieser Region bestätigt werden konnte. In South Carolina treten zwei deutlich getrennte Generationen von Anfang April bis Ende Mai und von Ende Juni bis Mitte September auf. Im äußersten Süden könnte sich auch eine dritte Generation pro Jahr ausbilden. In Florida findet man die Tiere von Januar bis September, in Louisiana fliegen sie von März bis Oktober.

### Nahrungspflanzen der Raupen
Die Raupen ernähren sich hauptsächlich von Ahornen (Acer) und sind häufig an Rot-Ahorn (Acer rubrum), Zucker-Ahorn (Acer saccharum) und Silber-Ahorn (Acer saccharinum) anzutreffen. In Florida und Missouri sind sie auch an Eichen (Quercus), wie etwa an Gabel-Eiche (Quercus laevis) nachgewiesen.

## Entwicklung
Die Weibchen legen ihre Eier in Gruppen von 10 bis 30 Stück an den Blättern der Raupennahrungspflanzen ab. Während der Entwicklung kann man die Raupe durch die Eischale erkennen. Bis zum Schlupf vergehen ungefähr zwei Wochen. Die Raupen leben anfangs gesellig und fressen gemeinsam. Ab dem vierten Stadium leben sie einzeln. Die Tiere durchleben fünf Raupenstadien. Gelegentlich kommen Massenauftreten vor, während derer die Tiere Schäden anrichten können. Die Verpuppung erfolgt in einer Kammer im Erdboden. Bei mehr als einer Generation im Jahr schlüpfen die Falter der zweiten Generation bereits nach etwa drei Wochen. Die Puppen überwintern ansonsten.

## Taxonomie und Systematik
Die Art wurde auf Grund mehrerer gemeinsamer Merkmale von Augustus Radcliffe Grote 1864 zur Gattung Anisota gestellt, selbiger erkannte jedoch 1874, dass die Art richtigerweise die Typusart der Gattung Dryocampa darstellte. Dennoch wurde die Art, wohl wegen der gemeinsamen Merkmale noch viele Jahre in wichtigen Werken zur Gattung Anisota gestellt. Zwischenzeitlich wurde die Gattung Dryocampa als Untergattung innerhalb der Gattung Anisota gestellt, was Ferguson mit seiner Arbeit aus dem Jahr 1971 revidierte. Seitdem besitzt Dryocampa wieder den Rang einer Gattung.
Die Art ist variabel gefärbt, weswegen vermutet wurde, dass sie in mehrere nahe verwandte Schwestertaxa aufzuteilen ist. Neben der Nominatunterart unterschied Ferguson in seiner Arbeit aus dem Jahr 1971 zumindest eine weitere Unterart und ein mögliches drittes, nahe verwandtes Taxon. Tuskes & Collins schließen jedoch anhand von Vergleichen des Vorkommens und der Flugzeiten dieser unterschiedlich gefärbten Falter, dass es sich jeweils um Farbmorphen ein und derselben Art handelt und unterscheiden auch keine Unterarten.

## Belege